# Rochy-Condé
Rochy-Condé è un comune francese di 987 abitanti situato nel dipartimento dell'Oise della regione dell'Alta Francia.

## Società

### Evoluzione demografica
Abitanti censiti